# Ë̌
Ë̌ (minuscule : ë̌), appelé E tréma caron, est une lettre latine utilisée dans l’écriture du han ou de l’otomi de San Jerónimo Acazulco.
Il s’agit de la lettre E diacritée d’un tréma et d’un caron.

## Représentations informatiques
Le E tréma caron peut être représenté avec les caractères Unicode suivants : 
- composé et normalisé NFC (supplément latin-1, diacritiques) :

| formes    | représentations | chaînes de caractères | points de code | descriptions                                      |
| --------- | --------------- | --------------------- | -------------- | ------------------------------------------------- |
| capitale  | Ë̌               | Ë◌̌                    | U+00CB U+030C  | lettre majuscule latine e tréma diacritique caron |
| minuscule | ë̌               | ë◌̌                    | U+00EB U+030C  | lettre minuscule latine e tréma diacritique caron |

- décomposé et normalisé NFD (latin de base, diacritiques) :

| formes    | représentations | chaînes de caractères | points de code       | descriptions                                                  |
| --------- | --------------- | --------------------- | -------------------- | ------------------------------------------------------------- |
| capitale  | Ë̌               | E◌̈◌̌                   | U+0045 U+0308 U+030C | lettre majuscule latine e diacritique tréma diacritique caron |
| minuscule | ë̌               | e◌̈◌̌                   | U+0065 U+0308 U+030C | lettre minuscule latine e diacritique tréma diacritique caron |